# Once in a While (Michael Edwards)
Once in a While è un brano del 1937 composto da Michael Edwards e con liriche di Bud Green originariamente inciso per Tommy Dorsey and His Band. Il brano riuscì a raggiungere la posizione numero 1 della classifica americana. Once in a While è considerato oggi uno standard jazz.

## Cover
- Patti Page realizzò una cover della canzone nel 1952. Il corrispettivo singolo venne edito dalla Mercury.
- Gli statunitensi Chimes realizzarono una cover di Once in a While nel 1961 che si inserì nella Billboard Hot 100.[1]
- Louis Armstrong reinterpretò la traccia nel 1937.
- Once in a While venne rivisitata da Sarah Vaughan nel 1947.
- Le Dinning Sisters rivisitarono la traccia nel 1951.
- Once in a While venne riproposta dall'Art Blakey Quintet nel 1954.
- Il gruppo canoro The Pied Pipers rivisitò Once in a While nel 1957.
- Nel 1958 la traccia di Dorsey è stata oggetto di una cover di Lem Winchester e Ramsey Lewis.
- Fats Domino fece una cover di Once in a While nel 1961.
- Nel 1968 Ella Fitzgerald realizzò una cover della traccia raccolta nel suo album 30 by Ella.
- Dean Martin interpretò Once in a While nel 1974. La traccia è contenuta nell'omonimo album.
- L'album Feels Good, Feels Right (1976) di Bing Crosby contiene una reinterpretazione di Once in a While.
- La cantante Liza Minnelli interpretò la canzone nel 1977 per il musical New York, New York.
- Nel brano Stucco Homes di Frank Zappa, contenuto nel suo album Shut Up 'n Play Yer Guitar (1981), il batterista Terry Bozzio canticchia Once in a While.[3]
- L'album di Elkie Brooks Screen Gems (1984) raccoglie una cover del brano di Dorsey.
- Nel 1986 l'artista jazz-pop Cleo Laine reinterpretò lo standard.
- Mose Allison fece una cover di Once in a While nel 2010.
- Eddie Vedder dei Pearl Jam rivisitò il brano di Dorsey. La sua versione è contenuta nel suo disco Ukulele Songs (2011).
- Seth MacFarlane fece una cover della canzone nel 2019.